# التهاب القصبة الهوائية
التهاب الرغامي أو التهاب القصبة الهوائية  (بالإنجليزية: Tracheitis)‏ عبارة عن التهاب للقصبه الهوائية.
بالرغم من أن القصبة الهوائية تكو جزء من القناة التنفسية السفلية إلا أنها تصنف ضمن العدوى التنفسية العلوية.

## التهاب القصبة الهوائية البكتيري
يكون عبارة عن عدوى بكتيرية تصيب القصبة الهوائية وقد تسبب في غلق مجرى التنفس.
إحدى أهم الأسباب تكون عنقودية ذهبية وعادةً ما تكون بعد اصابة فيروسية للقناة التنفسية العلوية. يكون أكثر خطورة في الأطفال، بسبب أن القصبة الهوائية يكون حجمها صغيراً وتكون عملية إغلاقها سهلة. من أهم العلامات المتكررة تكون صرير وأحياناً ما يتم الخلط بينها وبين الخانوق.

## الاعراض
- زيادة الكحة متبوعة بعدوى القناة التنفسية العلوية
- صوت ضخم عند التنفس (كصوت الغراب)
- الشعور بتشققات في الحلق
- الم في الصدر
- حمى
- ألم في الاذن
- مشكلة في التنفس
- صداع
- دوخة
- انكماش عضلات القفص الصدري

### العلاج
في حالات الإصابة البكتيرية الخفيفة، يتم العلاج بمضاد حيوي.في الحالات الشديدة، يكون العلاج عبر وحدة العناية المركزة ويكون هناك عدة انابيب تساعد على تقييم الحالة، كمقييم أمراض القلب وفي حالات  وجود هواء فيي الرئة أو مرض داء الرئة لاتكون موجودة في حالة التنفس.